# Очанка барвиста
Очанка барвиста (Euphrasia picta) — вид квіткових рослин родини глухокропивових (Lamiaceae).

## Біоморфологічна характеристика
Це напівпаразитичний однорічник. Рослина заввишки 5–25 см. Верхні стеблові листки широкі, тупі, з тупими зубцями. Приквіткові листки широко-овальні, звужені в коротку ніжку.

## Поширення
Австрія, Болгарія, Чехія, Словаччина, Німеччина, Італія, Польща, Румунія, Іспанія, Швейцарія, Україна, Словенія.
В Україні вид росте на гірських луках — у Карпатах (гори Чорногора, Менчул, Свидовець, Воловець, полонина Рівна).